# Kawashima Daichi
Daichi Kawashima (川島 大地 Kawashima Daichi, sinh ngày 21 tháng 11 năm 1986) là một cầu thủ bóng đá người Nhật Bản.

## Thống kê câu lạc bộ
Cập nhật đến ngày 23 tháng 2 năm 2016.
| Thành tích câu lạc bộ | Thành tích câu lạc bộ | Thành tích câu lạc bộ | Giải vô địch | Giải vô địch | Cúp                   | Cúp                   | Cúp Liên đoàn | Cúp Liên đoàn | Châu lục | Châu lục  | Tổng cộng | Tổng cộng |
| Mùa giải              | Câu lạc bộ            | Giải vô địch          | Số trận      | Bàn thắng    | Số trận               | Bàn thắng             | Số trận       | Bàn thắng     | Số trận  | Bàn thắng | Số trận   | Bàn thắng |
| Nhật Bản              | Nhật Bản              | Nhật Bản              | Giải vô địch | Giải vô địch | Cúp Hoàng đế Nhật Bản | Cúp Hoàng đế Nhật Bản | J. League Cup | J. League Cup | AFC      | AFC       | Tổng cộng | Tổng cộng |
| --------------------- | --------------------- | --------------------- | ------------ | ------------ | --------------------- | --------------------- | ------------- | ------------- | -------- | --------- | --------- | --------- |
| 2009                  | Kashima Antlers       | J1 League             | 0            | 0            | 0                     | 0                     | 0             | 0             | 0        | 0         | 0         | 0         |
| 2010                  | Kashima Antlers       | J1 League             | 0            | 0            | 0                     | 0                     | 0             | 0             | 0        | 0         | 0         | 0         |
| 2011                  | Montedio Yamagata     | J1 League             | 13           | 0            | 0                     | 0                     | 2             | 1             | -        | -         | 15        | 1         |
| 2012                  | Montedio Yamagata     | J2 League             | 2            | 0            | 0                     | 0                     | -             | -             | -        | -         | 2         | 0         |
| 2013                  | Kashima Antlers       | J2 League             | 0            | 0            | 0                     | 0                     | 0             | 0             | -        | -         | 0         | 0         |
| 2014                  | Giravanz Kitakyushu   | J2 League             | 4            | 1            | 0                     | 0                     | -             | -             | -        | -         | 4         | 1         |
| 2015                  | Giravanz Kitakyushu   | J2 League             | 34           | 2            | 2                     | 0                     | -             | -             | -        | -         | 36        | 2         |
| Tổng                  | Tổng                  | Tổng                  | 53           | 3            | 2                     | 0                     | 2             | 1             | 0        | 0         | 57        | 4         |